# ZBrush
ZBrush è un software di grafica computerizzata che combina modellazione, texturizzazione e painting in 3D e 2,5D. Usa una tecnologia proprietaria che immagazzina informazioni su illuminazione, colore, materiale e intensità di tutti gli oggetti visualizzati. La differenza principale tra ZBrush ed i software tradizionali è che esso è più intuitivo e verosimile nella scultura.
ZBrush è usato come strumento di scultura digitale per creare modelli ad alta risoluzione (fino a milioni di poligoni e più, teoricamente illimitati) da usare in film, giochi e animazioni. È usato da varie compagnie, dalla Industrial Light & Magic alla Electronic Arts. Zbrush usa livelli dinamici di risoluzione per permettere agli scultori cambiamenti globali o locali ai propri modelli. ZBrush è molto conosciuto per la facilità nella resa di dettagli a livello medio/alto, che vengono tradizionalmente resi con le bump map. La mesh dettagliata che ne risulta può essere esportata come displacement o normal map da usare nella versione low poly dello stesso modello. Oppure, una volta completato, il modello può essere convertito come background, diventando così un'immagine 2,5D (su cui possono comunque essere applicati certi effetti). Il lavoro può ora iniziare su un altro modello 3D da usare nella stessa scena. Con questa caratteristica gli utenti possono creare scene estremamente complicate senza appesantire la resa globale del proprio processore.
A dicembre 2021 Maxon annuncia aver stipulato un accordo per acquisire gli asset di Pixology